# Kraška dolina
Kraška dolina je nestrokovni izraz za vse vrste dolin, ki se pojavljajo na krasu.

## Izvor besede
Beseda dolina v slovenščini pomeni na splošno vsako kotanjo ali vdolbino na površini nekega ozemlja. Doline se velikokrat napačno poimenuje tudi brezna ali jaški. Zaradi preprečevanja mešanja poimenovanj ima v krasoslovju vsaka oblika doline svoje specifično ime. Kraška kotanja je v slovenščini praviloma vrtača, uvala, udornica, polje, koliševka, kal; razen tega so se ohranili izrazi kot na primer suha dolina ali rečna dolina, kjer je pa beseda dolina rabljena kor splošni pojem za vdolbino na zemeljskem površju.
Nasprotno se je v tujini povsod uveljavila naša beseda dolina za vse vrste kraških kotanj razen polja, ki se tudi v tuji literaturi imenuje polje.

## Vrste dolin
Zaradi lažjega razumevanja kraške terminologije sledi kratek opis slovenskih izrazov za splošni mednarodni pojem doline:
- Vrtača je dolina, ki ima večji premer kot globino, v njej so po navadi vrtički za zelenjavo.
- Uvala nastane iz dveh ali več vrtač, ki se združijo, zato tudi navadno nima enakomernega dna in ni primerna za obdelovanje (glej tudi pod kraško polje).
- Udornica je nastala, ko se je udrlo ali je preperelo skalnato površje ali strop votline.
- Koliševka je udornica, porasla z drevesi.
- Kal je majhna vrtača z ilovnatim dnom, kjer se zbira voda.
- Polje je obširna kotanja z izviri in ponori, ki se obdobno poplavi.
- Rečna dolina je ozemlje, na katerem si je voda ustvarila strugo.
- Slepa dolina je zaključni del rečne doline, kjer voda ponikne.
- Suha dolina je rečna dolina, po kateri ne teče več nobena voda.
- Zatrepna dolina je kratka rečna dolina, ki se od izvira med zaprtimi strminami (zatrepa) postopoma odpira.